# Jan Němec (spisovatel)
Jan Němec (* 21. června 1981 Brno) je český spisovatel a novinář. V letech 2014 až 2016 byl předsedou Asociace spisovatelů, od roku 2022 je šéfredaktorem literárního měsíčníku Host. Mezi jeho nejznámější díla patří Dějiny světla, za něž v roce 2014 obdržel Cenu Evropské unie za literaturu, a autofikční Možnosti milostného románu.

## Život
Jan Němec je synem spisovatele Ludvíka Němce.
Maturoval na Klasickém gymnasiu Brno, poté studoval sociologii a religionistiku na Fakultě sociálních studií Masarykovy univerzity v Brně, sociologii vystudoval v roce 2007 (roku 2003 titul Bc., roku 2007 titul Mgr.). Ve stejné době se věnoval i studiu divadelní dramaturgie na Divadelní fakultě Janáčkovy akademie múzických umění v Brně, které ale nedokončil.
Od roku 2008 působí jako redaktor časopisu Host, v roce 2022 se po Miroslavu Balaštíkovi stal jeho šéfredaktorem. Pracoval rovněž jako redaktor stejnojmenného nakladatelství, kde k vydání připravil mj. knihy Biancy Bellové, Matěje Hořavy nebo Ivany Myškové.
Jako novinář externě spolupracuje s týdeníkem Respekt nebo se serverem Aktuálně.cz. Působil i jako dramaturg na ČT art nebo v redakci Festivalového deníku MFF Karlovy Vary.
Pro Český rozhlas Vltava připravil adaptace mnoha románů, například Elementárních částic Michela Houellebecqa, Lolity Vladimira Nabokova nebo výbor z deníků francouzské filosofky a mystičky Simone Weilové. Pro stejnou stanici také už několik let píše pravidelné ranní úvahy.
S generačně spřízněnými spisovatelkami Janou Šrámkovou a Ivanou Myškovou publikoval v Respektu polemický text 12 odstavců o próze, v němž se vymezili vůči některým mechanismům soudobého literárního provozu. Text vzbudil řadu souhlasných i odmítavých reakcí.
S Petrou Hůlovou a Janou Šrámkovou v roce 2014 spoluzakládal oborovou organizaci Asociace spisovatelů a stal se jejím prvním předsedou. Pod jeho vedením Asociace v roce 2015 uspořádala první polistopadový Sjezd spisovatelů, na kterém Němec pronesl úvodní projev.
Jan Němec vyučuje na Divadelní fakultě JAMU literární tvorbu, tvůrčí psaní a další předměty.

## Dílo

### Beletrie
Jan Němec debutoval sbírkou poezie První život (2007).
Za svou prozaickou prvotinu, soubor povídek Hra pro čtyři ruce (2009) byl v roce 2010 nominován na Cenu Jiřího Ortena. Podtitul "Málem milostné povídky" ukazuje na téma většiny z nich, kterým jsou problematické milostné vztahy.

###### Dějiny světla
Němec upoutal pozornost širší veřejnost rozsáhlým románem Dějiny světla, který vyšel v roce 2013 v nakladatelství Host. Jde o beletrizovaný životopis Františka Drtikola. V nezvyklé du-formě a poetickým jazykem se zde vypráví život slavného českého fotografa a posléze duchovního učitele od dětství až po stáří. Němec za tento čtenáři i kritikou ceněný román obdržel cenu Česká kniha, Cenu Evropské unie za literaturu a byl nominován na Magnesii Literu v kategorii próza i Cenu Josefa Škvoreckého. Román byl postupně přeložen do více než deseti jazyků, Český rozhlas jej adaptoval a společnost Negativ koupila filová práva.

##### Možnosti milostného románu
V roce 2019 Němcovi vyšla kontroverzní kniha Možnosti milostného románu, ve které zpracovává svůj osobní život a současně zkoumá, zda se ještě dá věrohodně psát o lásce. Kniha bývá řazena k autofikci, současně vykazuje mnoho znaků postmoderní estetiky, jako je intertextualita nebo hra se čtenářem. Němec například do románu včlenil novinové zprávy nebo rozhovor se sebou sama, vyzývá čtenáře, aby si sám zvolil motto ke knize, jednu z kapitol tvoří jmenný rejstřík apod. Román vyvolal řadu reakcí, mezi nimi například vznik parodické stránky na sociální síti Facebook "Nina vrací úder" (podle jména hlavní postavy). V rámci recepce románu přišly na přetřes také etické otázky, nakolik otevřeně spisovatel může psát o lidech ze svého okolí. Němec byl za román nominován na Magnesii Literu v kategorii próza. Kniha existuje také v audioverzi, byla přeložena do arabštiny, ruštiny nebo srbštiny.

### Publicistika

##### Znamení neznámého
V roce 2021 vydali společně Jan Němec a Petr Vizina knihu rozhovorů o spiritualitě Znamení neznámého. Jde o devět rozhovorů o náboženské zkušenosti. Mezi zpovídanými jsou například slovenská hudebnice Shina z kapely Longital, básník Adam Borzič, kněz Petr Vacík nebo filosofka Alice Koubová. Kniha zkoumá náboženskou zkušenost jako obecně lidskou zkušenost nezávislou na příslušnosti k církvi a bez ohledu na konkrétní vyznání a dostalo se jí příznivého přijetí.

### Film
Jan Němec je také autorem dosud nerealizovaného scénáře Kola. Ten pojednává o dvou ruských klucích, kteří utečou z pasťáku nedaleko Moskvy a na kolech šlapou do Evropy. Scénář v roce 2020 ocenila Filmová nadace.

## Dílo
- První život, 2007 – básnická sbírka
- Hra pro čtyři ruce, 2009 – sbírka povídek
- Dějiny světla, 2013 – román
- Možnosti milostného románu, 2019 – román
  - zpracováno v roce 2020 v Českém rozhlasu jako četba na pokračování.[19]
- Kola, 2020 – filmový scénář
- Znamení neznámého, 2021 – kniha rozhovorů o spiritualitě (společně s Petrem Vizinou)
- Liliputin: Povídky z války, 2022 – sbírka povídek[20]

## Ocenění
- Hra pro čtyři ruce – nominace na Cenu Jiřího Ortena 2010
- Dějiny světla – Cena Evropské unie za literaturu 2014, cena Česká kniha 2014, nominace na cenu Magnesia Litera 2014 v kategorii próza, nominace na Cenu Josefa Škvoreckého 2014.
- Kola (nerealizovaný scénář) – cena Filmové nadace za nerealizovaný scénář v roce 2020
- Možnosti milostného románu – nominace na cenu Magnesia Litera 2020 v kategorii próza
- 2023 – Cena města Brna za rok 2022 za jeho přínos v oblasti literární činnosti[21][22]